# Operació Dragó

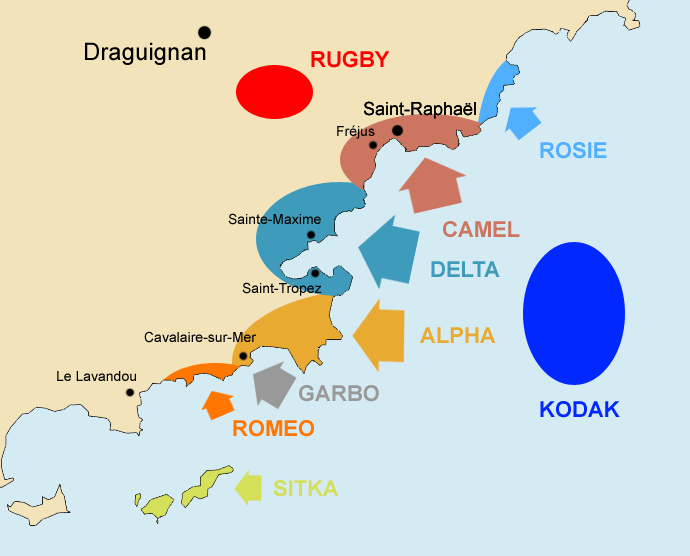
Escenaris del desembarcament aliat durant la batalla

L'Operació Dragó (Operation Dragoon) va ser una invasió aliada del sud de França durant la Segona Guerra Mundial.
La invasió es va iniciar mitjançant paracaigudistes seguida per un assalt amfibi per part del Setè Exèrcit dels Estats Units i tropes del Primer Exèrcit Francès durant l'endemà. L'atac va provocar la retirada del Grup G de l'exèrcit alemany que va abandonar el sud de França enmig dels constants atacs aliats i es va retirar a la serralada de Vosges. Tot i que va ser una operació militar gran, complexa i ben executada, amb una important component amfíbia i aerotransportada, l'Operació Drac no és molt coneguda i va ser eclipsada per l'Operació Overlord, molt més important, que es va dur a terme uns mesos abans.